# Čečenská republika Ičkerie
Čečenská republika Ičkerie byl v letech 1991–1994 a 1996–1999 mezinárodně neuznaný nezávislý stát, který byl vyhlášen 1. listopadu 1991 v době rozpadu SSSR jako pokus Čečenců o nezávislost na SSSR, posléze na Rusku. Republika byla jednostranně vyhlášena Džocharem Dudajevem, který převzal moc v zemi. Následně intervenovala vojska Ruské federace, protože ruská vláda ani zbytek světa (včetně amerického prezidenta Billa Clintona) neuznal odtržení Čečenska a tím potvrdil integritu Ruské federace. Čečenské oddíly však na vstup armády ostře odpověděly, čímž byla zahájena první čečenská válka.
Nový stát uznala jen Gruzie a do roku 2001 ji uznával také Afghánistán, tehdy pod vládou Tálibánu. Ostatní země nadále akceptovaly postoj Ruska, které dál považovalo muslimskou separatistickou oblast za své území. V de facto nezávislé Čečně, v roce 1997 přijali klanoví vůdci muslimský právní systém šaría a Čečensko začalo provádět veřejné popravy v souladu s muslimským právem.

## Historie

### Vznik
Dne 27. října 1991 se konaly v zemi volby spojené s referendem o budoucím osudu země. V referendu a volbách zvítězili zastánci samostatnosti v čele s Džocharem Dudajevem. Jeho průběh byla ale prohlášen za chaotický a výsledek sporný. Přestože mezinárodní pozorovatelé hodnotili volby jako svobodné a spravedlivé, přiznali, že byly velmi těžko kontrolovatelné, protože mnoho voličů nemělo průkazy totožnosti. Z početného ruského obyvatelstva však nehlasoval téměř nikdo.
V roce 1992 vláda sestavená samozvaným čečenským prezidentem Dudajevem odmítla podepsat smlouvu o federaci s Ruskem, čímž čečenská část bývalé Čečensko-ingušské ASSR vyhlásila jednostranně nezávislost na Rusku. Zatímco Ingušská část se vyslovila pro setrvání jako autonomní stát v rámci Ruské federace. Ve stejném roce vstoupila v platnost první čečenská ústava, vypracovaná s pomocí pobaltských právníků a vymezující zemi jako sekulární stát. I když později byl přijat fundamentální právní systém šaríja.

### První čečenská válka
Vítězství v první čečenské válce si Čečensko zajistilo tím, že Šamil Basajev, jeden z vůdců mudžáhidů, obsadil nemocnici s několika tisíci rukojmími v Buďonnovsku a vyhrožoval zabitím každého z nich. Ruská strana nakonec přistoupila k mírové smlouvě, která zajišťovala de facto, nezávislost Čečenska i když de jure byla Čečna považována za součást Ruské federace. Po obdržení nezávislosti samotná vláda Ičkerie nedokázala plně kontrolovat vlastní území a zavést pořádek. Mimo to, v Čečensku probíhaly dílčí boje mezi jednotlivými klanovými frakcemi a začal vzkvétat zločin, přes území Čečenska se pašovaly zbraně z bývalého SSSR a jednotlivé klany na sobě navzájem začaly uplatňovat násilí.

### Meziválečné období
Dne 27. ledna 1997 se konaly v zemi volby, které byly pod dohledem mezinárodních pozorovatelů, ale nebyly v Rusku uznány. Čečenským prezidentem byl zvolen Aslan Maschadov. Vládl až do druhé čečenské války, avšak nepodařilo se mu převzít kontrolu nad celou republikou, ve které zavládl chaos během první čečenské války (1994–1996) ani po ní, kdy následoval vzestup islámského radikalismu.

### Druhá čečenská válka
Stav, který nastal po první čečenské válce, vydržel až do druhé čečenské války, kdy bojové oddíly Šamila Basájeva a Chattába vtrhly do sousedního Dagestánu, jenž byl součástí Ruské federace. Čečenští představitelé si byli jistí svým úspěchem, po lehce nabyté nezávislosti roku 1996 a chtěli k emirátu připojit další části Ruska s muslimskou populací. Tentokrát byl ovšem postoj Ruska s novým prezidentem Vladimirem Putinem mnohem tvrdší; Rusko neposlalo pouze pořádkové jednotky, které by měly demonstrovat sílu, ale každému městu pod kontrolou mudžáhidů dalo ultimátum, aby všichni civilisté vyšli ven neozbrojení a zbytek bude považován za teroristy. Poté ruská armáda vykonala důkladnou dělostřeleckou i leteckou přípravu a následně speciální jednotky a těžká technika vyčistily ruiny od přeživších islámských bojovníků.

### Oběti a škody
V obou čečenských válkách zemřelo 300 000 lidí z celkového počtu 1 milionu obyvatel. Mnoho z nich zemřelo při plošných bombardováních ruským letectvem ve druhé čečenské válce. Výjimkou nebyly ani válečné zločiny proti civilnímu obyvatelstvu z obou stran a teroristické útoky v okolních státech ze strany povstalců. Podle ruského aktivisty Sergeje Kovaljova zahynulo v První čečenské válce více než 50 000 civilistů, představitelé Čečenské republiky Ičkerie uvedli, že zahynulo 100 000 civilistů.
V čečenských válkách bylo zničeno mnoho měst a vesnic, včetně hlavního města Grozného. Po první rusko-čečenské válce (1994–1996) následoval v nezávislé Čečenské republice chaos a vzestup islámského radikalismu.

## Význam pojmu
Dnes se označení „Ičkerie“ používá pro tři subjekty:
1. Původní sekulární stát vyhlášený referendem a volbami v roce 1991.
2. Sekulární čečenskou exilovou vládu navazující na vládu Džochara Dudajeva a Aslana Maschadova.[20]
3. Islámský emirát, který vyhlásil samozvaný Ičkerijský prezident Doku Umarov. Území Čečenska prohlásil za součást Kavkazského emirátu a sám sebe jmenoval emírem na konci roku 2007.